# Esecuzione di Gesù secondo i Testimoni di Geova
L'esecuzione di Gesù secondo i Testimoni di Geova si è svolta con modalità diverse da come tradizionalmente viene raffigurata dalla cristianità, in quanto questi «non credono [...] che Gesù sia morto su una croce, [bensì] su un palo verticale senza alcun braccio trasversale». Sostengono «che Dio disapprova il culto in cui si fa uso di immagini e simboli, inclusa la croce» (Deuteronomio 4:15-19; 1 Corinti 10:14), per cui anche gli aspetti devozionali sono radicalmente diversi dalla maggioranza delle chiese.
I testi del Nuovo Testamento, scritti in greco koinè, riportano che Gesù fu messo a morte su una struttura definita dalla parola greca σταυρός (stauròs) e Luca con gli apostoli Pietro e Paolo usarono anche la parola ξύλον (xylon) per riferirsi allo strumento di tortura sul quale fu inchiodato Gesù. I Testimoni di Geova sostengono che con tali termini gli evangelisti designassero un singolo palo verticale, rendendo, nella loro Traduzione del Nuovo Mondo delle Sacre Scritture, stauròs come "palo di tortura". Questa loro interpretazione si contrappone alla convinzione tradizionale del resto della cristianità secondo la quale Gesù sarebbe morto su una croce composta, ossia costituita «nella forma più tradizionale (ma non più antica), da due legni, uno orizzontale l'altro verticale, posti trasversalmente». Ritenendo la croce composta legata a simboli cruciformi di origine pagana, i Testimoni di Geova considerano l'adorazione per la Santa Croce e la sua devozione una pratica di idolatria.

## Cosa affermano i Testimoni di Geova sulla esecuzione di Gesù
(I Testimoni di Geova - Proclamatori del Regno di Dio, pp. 199-200)

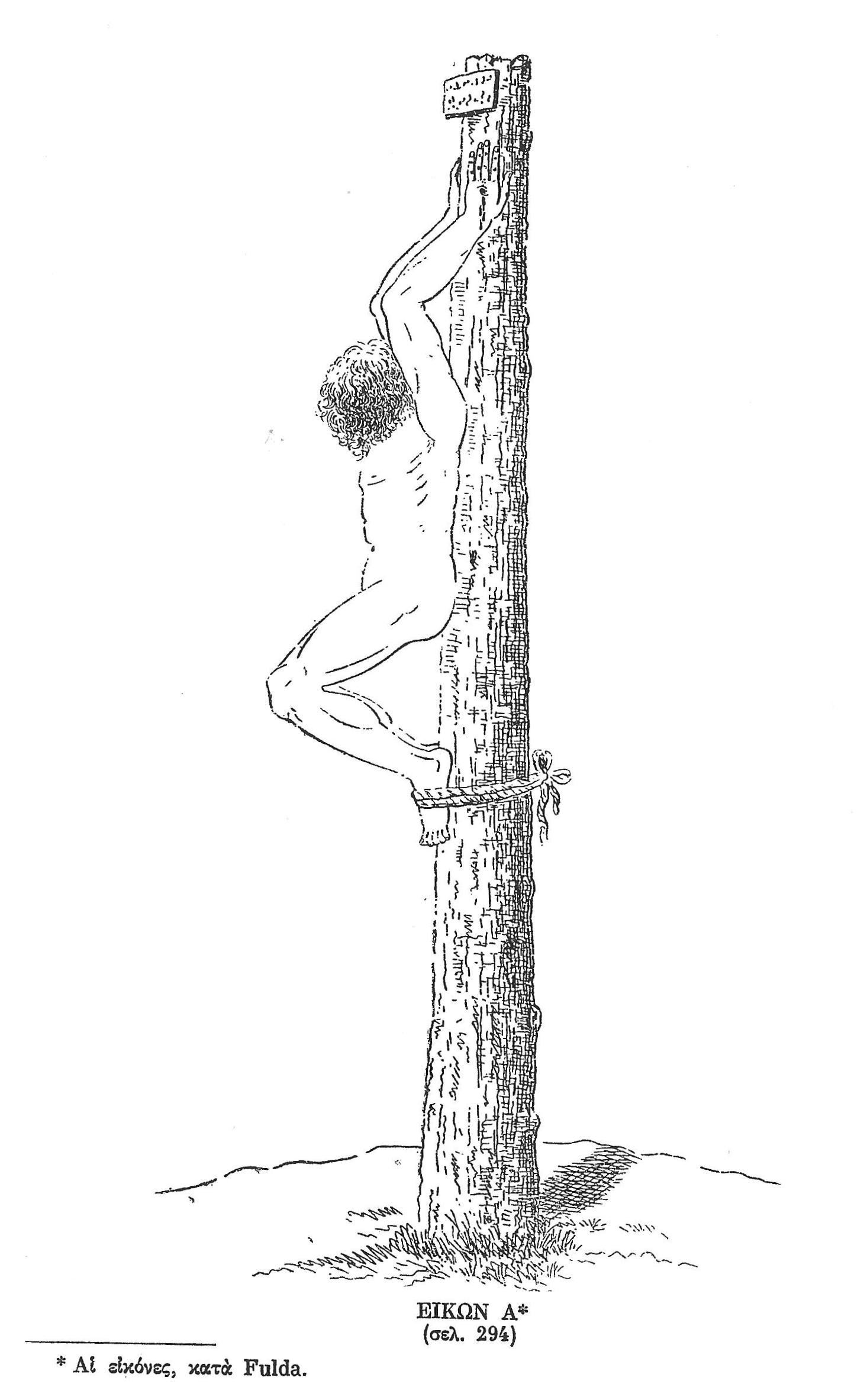
Un semplice palo in legno, chiamato einfacher Balken da Hermann Fulda. La didascalia di questa illustrazione riferita alla tavola I della sua opera, recita: «Probabile Crocifissione del Redentore».

La morte di Gesù Cristo riveste per i Testimoni di Geova l'aspetto principale della sua venuta sulla terra come uomo perfetto, sacrificio che ritengono essere in diretta relazione con il suo Regno e la salvezza del genere umano riscattato dal peccato del primo uomo Adamo.
Cristo morì su ciò che nei Vangeli viene chiamata σταυρός (stauròs) nelle Scritture; si trova il termine, per esempio, nel Vangelo secondo Giovanni 19:17, che nel testo greco di Westcott e Hort è reso: «καὶ βαστάζων ἑαυτῷ τὸν σταυρὸν [stauròs] ἐξῆλθεν εἰς τὸν λεγόμενον Κρανίου Τόπον, ὃ λέγεται Ἑβραϊστὶ Γολγοθα»; la Traduzione del Nuovo Mondo dei Testimoni di Geova traduce in italiano: «Ed egli, portando da sé il palo di tortura, uscì verso il cosiddetto Luogo del Teschio, che in ebraico si chiama Gòlgotha».
Tutte le evidenze, secondo la loro interpretazione, dimostrano che il termine "stauros" fosse un palo di legno, senza traversa. Ritengono inoltre che la venerazione e l'indebita attenzione mostrata a quel mezzo di esecuzione è da ritenersi idolatria, per cui contro i comandamenti di Dio.
Un'altra opera di consultazione sui termini usati nel Nuovo Testamento è An Expository Dictionary of New Testament Words del grecista biblico inglese William Edwy Vine rimandando direttamente al termine greco stauros, specificando che questo indicasse principalmente un'asta o palo diritto, sul quale i malfattori venivano inchiodati per l'esecuzione.
Un'altra fonte citata dai Testimoni di Geova, ribadisce che sono: « [...] molti [gli] studiosi [che] concordano nell'affermare che il suo significato basilare è in realtà "palo diritto"» come il Dizionario Biblico GBU di I. H. Marshall, A. R. Millard, J. I. Packer e D. J. Wiseman che per i termini "Croce, Crocifissione" dà questa spiegazione iniziale: «La parola gr. per "croce" (stauros; verbo stauroo, lat. crux, crucifigo, "fissare a una croce") significa in primo luogo palo diritto o trave e secondariamente assume anche il significato di palo usato per infliggere una punizione o un'esecuzione capitale»; il Grande Lessico del Nuovo Testamento, di G. Kittel e G. Friedrich; la The International Standard Bible Encyclopedia; The Imperial Bible-Dictionary e il Dizionario dei concetti biblici del Nuovo Testamento, a cura di L. Coenen, E. Beyreuther e H. Bietenhard.

Inoltre affermano, citando Ethelbert William Bullinger, che stauròs "non significa mai due pezzi di legno uniti trasversalmente" (A Critical Lexicon and Concordance to the English and Greek New Testament).

### I pali sacri
Rifacendosi al Vecchio Testamento, i Testimoni di Geova fanno notare che chi praticasse l'idolatria fosse nemico di Dio, come enunciato nei Dieci Comandamenti: «Non ti farai idolo né immagine alcuna di quanto è lassù nel cielo né di quanto è quaggiù sulla terra, né di ciò che è nelle acque sotto la terra. Non ti prostrerai davanti a loro e non li servirai» (Es 20:4,5). Anche nel quinto libro del Pentateuco, il Deuteronomio, seguono la ripetizione della Legge di Dio:
«Non pianterai alcun palo sacro di qualunque specie di legno, accanto all'altare del Signore tuo Dio, che tu hai costruito; non erigerai alcuna stele che il Signore tuo Dio ha in odio»(Dt 16:21). I Testimoni di Geova fanno notare inoltre che gli scritti neotestamentari ribadirono l'opposizione del cristianesimo verso l'idolatria e gli idoli. L'Apostolo Paolo, fra gli altri, ribadì tale opposizione nella sua Prima lettera ai Corinzi con le parole: «Miei cari, fuggite l'idolatria» (1 Cor 10:14).
Sull'interpretazione dei "pali sacri", un'opera di consultazione dei Testimoni di Geova, afferma «A quanto pare i pali sacri erano eretti verticalmente ed erano di legno, per lo meno in parte, dato che gli israeliti ricevettero il comando di abbatterli e bruciarli. Potevano essere semplici pali non scolpiti, forse in qualche caso anche alberi.»

### La croce, simbolo solare

Croce ansata (o egiziana) - simbolo di vita e fertilità

Oltre a Vine, altri studiosi concordano della esistenza di oggetti cruciformi usati come simboli sacri prima di Cristo, da parte di popoli pagani e in associazione con i loro dei. I Testimoni di Geova prendono come riferimento l'opera The Cross in Ritual, Architecture, and Art per sostenere la presenza di oggetti cruciformi nel simbolismo legato al «greco Bacco, il tiro Tammuz, il caldeo Bel e il norvegese Odino», senza contare i numerosi studi sull'ankh egiziano come quelli del colonnello J. Garnier, H. Cutner o l'Encyclopædia Britannica.
La forma della croce ecclesiastica a due bracci sarebbe di origine Caldea, derivando dal simbolo del mistico Tau del dio Tammuz, secondo lo studioso W. E. Vine. 
Le croci, secondo The Companion Bible, sono da mettersi in relazione con l'adorazione del Dio-Sole. L'appendice 162 afferma che le croci erano usate come simboli del dio-sole babilonese, apparendo per la prima volta su una moneta di Giulio Cesare e poi su monete di Augusto nel 20 a.C.
Più tardi, sulle monete coniate sotto Costantino, nel IV secolo, il simbolo più frequente è una Rho incrociata con una Chi con i quattro bracci verticali e orizzontali uguali. L'appendice interpreta questo simbolo come "disco solare", sostenendo che Costantino fosse un adoratore del Dio-Sole prima della conversione. L'analogia fra le divinità babilonesi e quelle egiziane, portano i Testimoni di Geova e collegare l'adorazione della croce, vista come simbolo solare, anche al paganesimo perpetuato nell'Antico Egitto con l'ankh, la croce ansata simbolo della vita raffigurata sovente in mano alle divinità.

### Cristianesimo delle origini

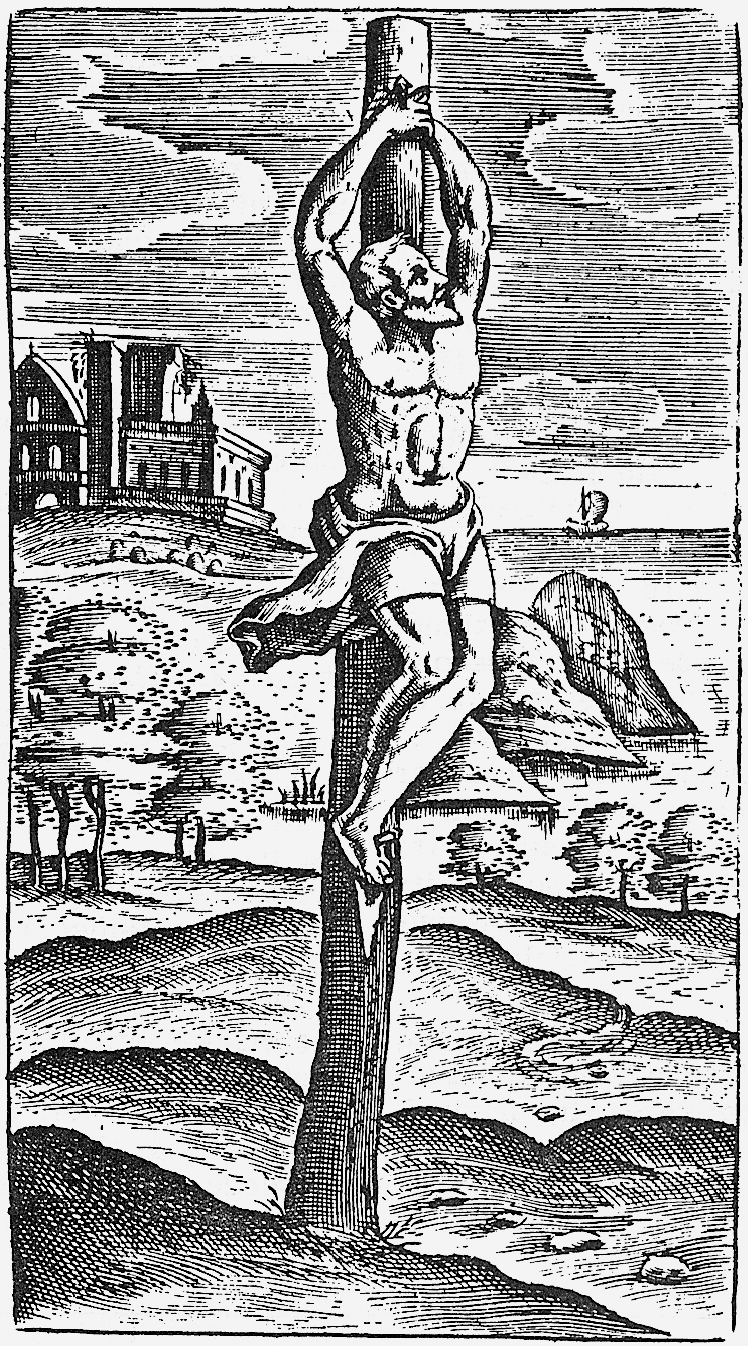
Esempio di esecuzione al palo, secondo il filologo cattolico Giusto Lipsio (1547-1606), che chiama crux simplex

Il cristianesimo del I secolo, secondo i Testimoni di Geova, non ebbe nessun simbolo visibile che lo identificasse come tale. Affermano che non c'è nessuna prova che i primi cristiani venerassero la croce nei primi tre secoli, citando ad esempio la testimonianza di Minucio Felice, il quale menziona l'accusa che i pagani rivolgevano ai cristiani di adorare la croce, accusa che lo stesso Minucio Felice respinge con forza, attribuendo invece ai pagani stessi l'adorazione della croce. Dagli scritti neotestamentali non si evince in nessun passo biblico indicante che i cristiani usassero un simbolo particolare né che si trattasse di un pesce, né tanto meno di qualsiasi tipo di crux con o senza traversa. 
Mentre il Canone della Bibbia riguardante il Nuovo Testamento non menziona l'uso di una qualsiasi crux da parte dei cristiani del I secolo, e tanto meno la venerazione attribuita oggi dalle Chiese, il primo documento conosciuto che parla del mezzo di esecuzione di Cristo scritto dopo la morte dell'ultimo apostolo Giovanni, è l'apocrifa Lettera di Barnaba, epistola post-evangelica generalmente datata alla prima metà del II secolo d.C., che menziona una croce a forma di T, fonte che i Testimoni di Geova giudicano non attendibile ritenendo che qualsiasi "autorità religiosa" dopo la morte degli apostoli subì l'influenza dell'apostasia; un'apostasia, a loro avviso, predetta dalle Sacre Scritture. A ulteriore sostegno citano la Cyclopædia di M’Clintock e Strong, la quale enfatizza le inesattezze contenute nella lettera, come quella secondo cui Abraamo conoscesse l'alfabeto greco secoli prima che venisse all'esistenza, così come un traduttore inglese di questa lettera, che parla di “numerose inesattezze”, “interpretazioni assurde e insignificanti della Scrittura”, e “molti sciocchi vanti di superiore conoscenza a cui lo scrittore si abbandona”. D'altronde, Expository Dictionary of New Testament Words fa notare che gli adepti della nuova religione erano ricevuti permettendo loro di ritenere i segni e simboli della loro precedente religione, fra cui le croci a forma di Tau o a due braccia perpendicolari. In diverse loro pubblicazioni i Testimoni di Geova hanno sostenuto, a favore della loro interpretazione, che la venerazione della croce nei secoli seguenti alla sua adozione e consacrazione come culto religioso cristiano fu duramente condannata come idolatria non solo da alcuni riformatori, ma anche da alcuni alti prelati.
Quanto asseriscono sul mezzo di esecuzione della morte di Cristo è, a loro avviso, supportato oltre che dall'Antico e dal Nuovo Testamento, anche da diversi studi accademici, testimonianze di storici, filologi e teologi, nonché da alcune Traduzioni della Bibbia, ai quali i Testimoni di Geova fanno riferimento a sostegno della loro tesi.

## Le fonti a cui fanno riferimento i Testimoni di Geova

### Scritti sacri ebraici
Secondo i Testimoni di Geova, costituirebbero prove dell'effettivo significato di stauros come palo verticale anche alcune citazioni bibliche del Vecchio Testamento: nel Deuteronomio 21:22-23 si fa menzione di mettere a un עץ (`ets) un condannato a morte, non è chiaro se come cadavere o per farlo morire.
L'edizione italiana della Traduzione del Nuovo Mondo delle Sacre Scritture, tradotta dall'inglese, nel Deuteronomio 21:22,23 adopera "palo" (da stake) per tradurre la parola ebraica עץ: «Il suo corpo morto non dovrebbe restare sul palo per tutta la notte».
La pena di morte descritta nella Bibbia presso gli Ebrei avveniva per lapidazione. La parola aramaica ’a‘ (אע), corrispondente al termine ebraico `ets (עץ), compare in Esdra 6:11, dove riguardo ai violatori del decreto del re persiano vien detto nella versione dei Testimoni di Geova: «Sia tolta una trave dalla sua casa».

### Scritti sacri cristiani in greco
I Testimoni di Geova fanno notare che quando si indica il metodo dell'esecuzione di Gesù nel Nuovo Testamento, viene usato il sostantivo greco stauròs (σταυρός) 27 volte e i verbi stauròo 46 volte, synstauròo (il prefisso syn significa "con") 5 volte e anastauròo (anà significa "di nuovo") una volta.
Stauròs sia nel greco comune (koinè) sia nel greco classico, ad avviso dei Testimoni di Geova e degli studiosi da loro citati, «non dà affatto l'idea di una "croce" fatta di due pezzi di legno. Significa solo un palo diritto [...] ]».
Inoltre, nell'appendice 5C “Torture Stake” della Traduzione del Nuovo Mondo delle Sacre Scritture, Bibbia edita dai Testimoni di Geova, viene usata l'espressione "palo di tortura" (Mt+27:40) in relazione all'esecuzione di Gesù sul Calvario; l'interpretazione è affiancata dall'affermazione che gli autori del Nuovo Testamento, che usarono il greco koinè, attribuivano alla parola σταυρός la stessa accezione che aveva nel greco classico, quindi di un palo, come quelli usati per le fondamenta o per fare una palizzata e viene negata l'esistenza di testimonianze dell'uso della parola σταυρός nel senso di "croce", senso che l'appendice associa ai simboli religiosi crociformi dei pagani. I Testimoni di Geova e altri studiosi argomentano che, nell'assenza di prova contraria, la parola σταυρός, con la quale tale strumento è denominato nel Nuovo Testamento, aveva ancora il senso che aveva nel greco classico, parlato fino a quattro secoli prima: "Nel greco classico il sostantivo stauròs, reso "palo di tortura" nella Traduzione del Nuovo Mondo, indica principalmente un'asta o palo diritto, e non c'è nessuna prova che gli scrittori delle Scritture Greche Cristiane lo usassero per indicare un palo con un braccio trasversale".
Un'altra parola usata per descrivere l'oggetto sul quale fu ucciso Gesù è xỳlon (ξύλον), usata dagli apostoli Pietro e Paolo (5:30,10:39,13:29 3:13 1Piet 2:24). 
Siccome xylon significa "legno", il suo uso dimostrerebbe, a giudizio dei Testimoni di Geova, che l'oggetto in questione fosse un palo verticale senza braccio trasversale. Xylon si ritrova anche nei Septuaginta (Esd 6:11, 2 Esdra 2:11, dove viene menzionata come la trave a cui il violatore della legge veniva appeso; e Gen 2:9, dove viene menzionata, secondo la versione dei Testimoni di Geova, come "ogni albero desiderabile alla vista e buono come cibo e anche l'albero della vita nel mezzo del giardino e l'albero della conoscenza del bene e del male").

### Traduzioni della Bibbia
I Testimoni di Geova dicono di essere pronti a dimostrare che un attento studio delle diverse traduzioni della Bibbia redatte da diverse confessioni religiose (protestante e cattolica comprese) rivela che, sia il significato originale di stauròs, sia quello di xylon attribuito dalle Scritture, sia "legno" anziché "croce".

### Traduzioni distauros
Viene citato dai Testimoni di Geova il teologo e biblista Ethelbert William Bullinger, che nella traduzione biblica inglese da lui curata, The Companion Bible, quando deve tradurre il termine greco stauros rimanda all'Appendice 162, dove viene scritto che il termine stauròs non è una croce con traversa, ma un singolo palo. Nella sua opera A Critical Lexicon and Concordance to the English and Greek New Testament, Bullinger, riferendosi al Nuovo Testamento, dice che "ambedue le parole [stauros e xylon] si discostano dal concetto attuale di croce, col quale abbiamo familiarità attraverso l’arte figurativa.
I Testimoni di Geova si rifanno anche al Dizionario dei Concetti Biblici del Nuovo Testamento di Coenen, Beyreuther e Bietenhard dice che "stauròs è un palo piantato diritto (palo a punta); può servire a molteplici usi, come erigere steccati (Hom. Od 14, 11), gettare fondamenta (Thuc. VII 25, 5). Di conseguenza, stauróô significa piantare pali, erigere palizzate".
Sul significato di stauros, viene chiamato in causa Paul Wilhelm Schmidt, professore presso la Facoltà Teologica dell'Università di Basilea. Nell'edizione del 1904 di Die Geschichte Jesu (La storia di Gesù), Schmidt asserisce che «σταυρός significa ogni palo o tronco d'albero in posizione eretta, come dice Eustazio in relazione allˊOdissea di Omero XIV, 11: σταυροί = πάντα τὰ ἑστῶτα ξύλα». Inoltre afferma che la più semplice forma di crocifissione romana si facesse appendendo il suppliziato a un palo, come avveniva per le esecuzioni di massa. Gesù avrebbe, secondo Schmidt, dovuto anche portare il suo palo fino al luogo dell'esecuzione.
I Testimoni di Geova citano il libro Crucifixion in antiquity di Gunnar Samuelsson, riportando che lo σταυρός era inteso come un palo nel senso più ampio del termine e non come l'equivalente di una "croce".
Un altro studioso citato dai Testimoni di Geova è John Denham Parsons, autore del libro The Non-Christian Cross, il quale afferma che non c'è niente nel greco originale del Nuovo Testamento che faccia pensare anche indirettamente a due legni incrociati, qualificando come "capziosa" la pratica moderna di tradurre come "croce" la parola stauròs senza specificare che non era questo il significato originale del termine e non lo diventò se non molto tempo dopo la morte degli Apostoli, e non perché ci fosse qualche prova a favore di questa scelta, ma semplicemente perché si presumeva che dovesse essere così.
A sostegno del significato originale del termine stauròs i Testimoni di Geova citano inoltre la voce "cross, crucify" di The Imperial Bible-Dictionary in cui si dichiara che "la parola greca per croce, [stauròs], significava propriamente un palo verticale, o un elemento di una palizzata, a cui si poteva appendere qualsiasi cosa, o che si poteva usare per recintare un appezzamento di terra (…) Anche tra i Romani la crux (da cui deriva la nostra croce) pare fosse in origine un palo verticale".
Lo studioso Norman Prescott, anch'egli citato dai Testimoni di Geova, afferma che la parola croce non solo non compare affatto nel Nuovo Testamento, ma che non è nemmeno un simbolo di origine cristiana bensì pagana, e che la parola stauròs in realtà significa "asta o palo diritto".

#### Altre traduzioni
Malgrado queste interpretazioni, la maggioranza delle Traduzioni della Bibbia traduce sia stauròs sia xylon con il termine "croce", anche se con significative differenze. Ciò è presente nelle versioni Diodati e Nuova Diodati (vedi schema); Versione Riveduta di Giovanni Luzzi e Nuova Riveduta (vedi schema); New International Version; La Bibbia e Dio disse..., Nuovissima versione dai testi originali; Bibbia Edizioni Paoline, (1960); Parola del Signore - La Bibbia in lingua corrente; La Bibbia Concordata, curata da un gruppo di biblisti ebrei, cattolici, ortodossi e protestanti della Società Biblica Italiana; della Bibbia cattolica del 1960 a cura di monsignor Fulvio Nardoni e diverse altre versioni in lingua inglese, fra cui la Traduzione del Nuovo Mondo delle Sacre Scritture dei Testimoni di Geova (vedi schema).
| Bibbia                                                                 | Matteo 10:38                                                                       |
| ---------------------------------------------------------------------- | ---------------------------------------------------------------------------------- |
| Testo greco                                                            | καὶ ὃς οὐ λαμβάνει τὸν σταυρὸν αὐτοῦ καὶ ἀκολουθεῖ ὀπίσω μου, οὐκ ἔστιν μου ἄξιος. |
| Traduzione del Nuovo Mondo                                             | E chi non accetta il suo palo di tortura e non mi segue non è degno di me.         |
| Traduzione letterale interlineare greco - italiano di Armando Vianello | E chi non prende il palo di supplizio suo e segue dietro di me, non è degno di me  |
| CEI                                                                    | Chi non prende la sua croce e non mi segue, non è degno di me.                     |
| Diodati                                                                | E chi non prende la sua croce, e non viene dietro a me, non è degno di me.         |
| Luzzi/Riveduta                                                         | E chi non prende la sua croce e non vien dietro a me, non è degno di me.           |

#### Traduzioni dixylon

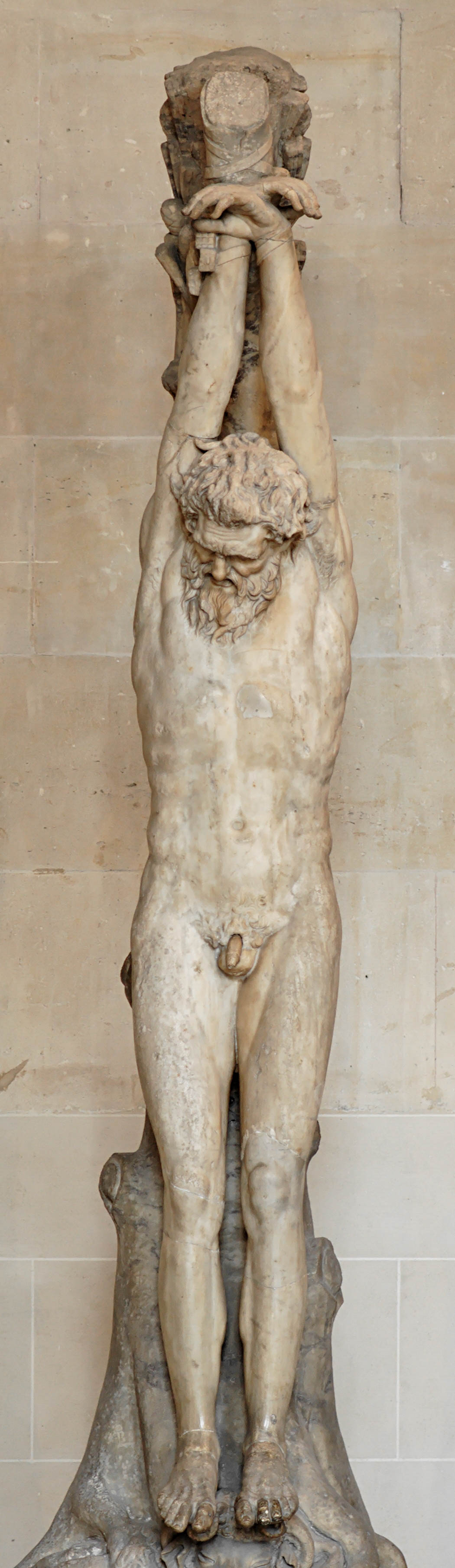
«Marsia appeso, attribuita al I-II secolo d.C.» - Esempio di un'esecuzione eseguita su una corteccia d'albero, una delle «repliche» delle sculture del fauno Marsia scorticato vivo da Apollo al Museo del Louvre di Parigi - che secondo i Testimoni di Geova «illustra il vero significato col quale si usavano nelle Scritture Greche le parole stauros e xylon in riferimento all’esecuzione di Cristo»

I cinque versetti nel Nuovo Testamento in cui viene usata la parola xylon in alternativa a stauròs per designare l'esecuzione di Gesù – ovvero in Atti 5:30, Atti 10:39, Atti 13:29; Galati 3:13 e 1 Pietro 2:24 – contengono un termine al quale il vocabolario greco-italiano di Lorenzo Rocci attribuisce, fra altri, i significati "legno", "pezzo di legno", "tronco" e anche "albero". I Testimoni di Geova asseriscono che: «Il fatto che Luca [per Atti], Pietro [per la lettera di 1 Pietro] e Paolo [per la lettera ai Galati] abbiano usato anche xỳlon come sinonimo di stauròs è un'ulteriore prova che Gesù fu messo al palo su un legno diritto senza un braccio trasversale, poiché tale è il significato di xỳlon in questo particolare contesto. (At 5:30; 10:39; 13:29; Gal 3:13; 1Pt 2:24) Xỳlon ricorre anche nella Settanta greca in Esdra 6:11, dove si parla di un'unica trave o pezzo di legno su cui doveva essere messo al palo il violatore della legge».
Oltre a questi cinque versetti nel Nuovo Testamento in cui viene usata la parola xylon in alternativa a stauròs per designare la esecuzione di Gesù, i Testimoni di Geova traducono come altre traduzioni la parola ξύλον (xylon) con tutti gli altri significati pertinenti non riguardanti l'esecuzione di Gesù, ovvero con "bastone", "albero" "legno", "materiale di legno", "ceppi",.  Il Nuovo Testamento della Traduzione del Nuovo Mondo menziona 84 volte il termine "palo", includendo le cinque volte che lo usa per tradurre ξύλον con il significato di mezzo di esecuzione su cui fu messo a morte Cristo, non così per altre traduzioni per quei cinque versetti.
Per un raffronto sulla traduzione dei cinque versetti summenzionati riferiti al mezzo di esecuzione di Gesù, la Traduzione del Nuovo Mondo, attribuisce a "xylon" sempre lo stesso significato:
- Atti 5:30 «l'Iddio dei nostri antenati ha destato Gesù che voi avete ucciso, appendendolo a un palo [xylon]»
- Atti 10:39 «E noi siamo testimoni [...] sia nel paese [...] sia a Gerusalemme [...] lo soppressero appendendolo a un palo [xylon]»
- Atti 13:29 «Or quando ebbero compiuto tutte le cose scritte di lui, lo calarono dal palo [xylon] e lo posero in una tomba [...] ]»
- Galati 3:13 «Cristo ci liberò [...] perché è scritto "Maledetto ogni uomo appeso al palo" [xylon]»
- 1 Pietro 2:24 «Egli stesso portò i nostri peccati nel proprio corpo, sul palo [xylon] [...] ]»

solo poche Bibbie traducono xylon come "legno" o "albero" in tutti e cinque i versetti, altre traducono solo alcuni versetti con "legno" o "albero" e scelgono per altri versetti "croce", nonostante il termine usato sia sempre xylon.ð

#### Traduzioni dicrux
Secondo l'appendice 5C “Torture Stake” della Traduzione del Nuovo Mondo delle Sacre Scritture, negli scritti di Tito Livio (I secolo a.C.) la parola latina crux significa un palo semplice, e "croce" è solo un significato posteriore di crux. La stessa affermazione riguardo a Livio si trova nella Cyclopaedia of Biblical, Theological, and Ecclesiastical Literature, secondo cui nei testi di Livio crux indica un semplice palo e in particolare in un passo del capitolo 29 del libro 28.
Sempre lo stesso appendice 5c “Torture Stake” della Traduzione del Nuovo Mondo delle Sacre Scritture asserisce che «Il dizionario latino di Lewis e Short dà come significato basilare di crux albero, forca o altro strumento di legno per l'esecuzione capitale, su cui erano messi al palo o appesi i criminali [...] ]». L'appendice poi aggiunge: «Croce è solo un significato "posteriore" di crux».
I Testimoni di Geova fanno riferimento allo studio del 1878 di Hermann Fulda nel libro Das Kreuz und die Kreuzigung (La croce e la crocifissione); Fulda dubita che una croce venisse costruita in ogni occasione, soprattutto nel caso delle crocifissioni di gruppo, asserendo che un semplice palo conficcato nel suolo probabilmente venisse usato quando i mezzi non permettevano altrimenti: «Gli alberi non erano disponibili dappertutto nei luoghi scelti per l'esecuzione capitale pubblica. Perciò si conficcava nel terreno un semplice palo. Su questo i fuorilegge venivano legati o inchiodati con le mani levate verso l'alto, e spesso venivano loro inchiodati anche i piedi».

### La "crocifissione" presso i cristiani del I secolo
I Testimoni di Geova asseriscono che l'evidenza biblica dimostra che i cristiani del I secolo non abbiano mai avuto nel loro culto nessuna rappresentazione della croce. Nel Nuovo Testamento non c'è nessun accenno alla adorazione o venerazione di alcun simbolo cruciforme  «per tale motivo come i cristiani del I secolo, si sforzano di attenersi alla Bibbia anziché alla tradizione», «successivamente l'apostasia iniziò a corrompere la primitiva congregazione cristiana, in particolare dopo la morte degli apostoli (2 Tess. 2:3-7)» e quindi secondo i Testimoni, il cristianesimo fu inquinato da filosofie del mondo e tradizioni pagane compreso l'antico uso e l'adorazione della croce nel culto, presente già da secoli in molte civiltà prima della venuta di Cristo. 
Riguardo ai cristiani del I secolo, l'opera History of the Christian Church viene citata perché perentoria: «Non v'era l'uso del crocifisso né alcuna rappresentazione materiale della croce», così come viene preso ad esempio l'enciclopedia cattolica New Catholic Encyclopedia, dato che asserisce che la morte di Cristo sul Golgota e lo strumento della Passione, perché influenzati dalla proibizione delle immagini scolpite contenuta nel Vecchio Testamento.

#### I Romani del tempo di Gesù usavano anche "pali" per le esecuzioni
(P.W. Schmidt, Die Geschichte Jesu (La storia di Gesù) pag, 386, 387-389) - Appendice alla Traduzione del Nuovo Mondo, edizione large,  5c pag. 1580)
(Catholic Encyclopedia)
I Testimoni di Geova si rifanno ad alcuni dizionari e commentari biblici, che evidenziano un altro parere, come The Anchor Bible Dictionary che osserva che «Sotto l'impero romano la crocifissione prevedeva, di norma, che i condannati venissero dapprima frustati. Talvolta la croce era costituita da un solo palo verticale»; nell'Harper's Bible Dictionary sulle esecuzioni in epoca romana asserisce ancora: «In origine la "croce" era un palo verticale al quale veniva legato il corpo di un criminale già morto a seguito di esecuzione capitale per esibirlo a pubblica infamia, o sul quale veniva affisso il corpo ancora in vita di un condannato fino al sopraggiungere della morte. In epoca romana, talvolta si aggiungeva un legno trasversale sulla sommità del palo, disegnando in tal modo una forma a T (successivamente denominata croce di S. Antonio) o in intersezione al palo stesso [...] ]» Le esecuzioni capitali nell'Impero romano non seguivano quindi una regola stabilita valida per tutte le occasioni.

## Argomentazioni contrarie
David W. Chapman chiama "sofisma etimologico" il supporre che la parola σταυρός non possa significare nient'altro che un singolo palo eretto, errore che, come egli dice, si incontra spesso nelle opere dei Testimoni di Geova.
A parere di M. James Penton, disassociato e oppositore dichiarato, i Testimoni di Geova, nel mostrare dei disegni di Lipsio solo questo, darebbero la falsa impressione che l'affissione ad una crux simplex rappresenti il parere di Lipsio sulla modalità dell'esecuzione di Gesù. L'appendice 5C della Traduzione del Nuovo Mondo con riferimenti in realtà dice: "Un palo semplice per mettere al palo un criminale era chiamato in latino crux simplex. Un simile strumento di tortura è illustrato da Giusto Lipsio (1547-1606) nel suo libro De cruce libri tres, Anversa, 1629, p. 19. La fotografia della crux simplex in questa pagina è stata riprodotta dal suo libro". Prima del 1984, il testo di questa appendice continuava dicendo: "Questa è la maniera in cui Gesù è stato messo al palo". La pubblicazione Watchtower del 15 febbraio 1980 dice: "La messa di Cristo al palo su una struttura a forma di croce non è stata sempre così certa come gli odierni capi della cristianità vorrebbero far credere alla gente. Per esempio, lo studioso cattolico cinquecentesco Giusto Lipsio nel suo libro De cruce liber primus illustrò la messa al palo su un palo eretto". Penton è largamente screditato dalla comunità scientifica per la sua generale mancanza di obiettività nel parlare dei Testimoni di Geova a causa della sua personale avversione contro di essi.
Il biblista e presbitero cattolico statunitense Raymond Edward Brown, nella sua opera La morte del Messia, passando in rassegna le possibili forme della croce di Gesù, afferma che nelle esecuzioni praticate dai Romani veniva occasionalmente usato solo un palo verticale, su cui le mani del condannato venivano inchiodate al di sopra della testa; tuttavia, contestando in nota la Bibbia dei Testimoni di Geova, aggiunge che ciò non accadde a Gesù, perché questi trasportò sul luogo dell'esecuzione un'asse [orizzontale].
La casa editrice Le Monnier protestò contro il modo di agire dei Testimoni di Geova nel citare il dizionario Liddell-Scott con omissioni che ne altererebbero la sostanza: si tratta della soppressione del termine "la Croce", riportato nel dizionario fra le accezioni possibili della parola greca ξύλον, e omesso nella citazione dei Testimoni di Geova. I Testimoni di Geova hanno risposto rivendicando la correttezza della citazione sia dal punto di vista editoriale sia legale e sottolineando come l'accezione "la Croce" sia secondaria e perciò di natura interpretativa rispetto ai termini primari inclusi. Il termine "la Croce" appare nelle versioni posteriori al 1985.